# Yosemite Decimal System
Yosemite Decimal System (YDS) är ett tredelat system för svårighetsgradering av vandringsleder och klätterturer. Systemet används företrädesvis av klättrare i USA och Kanada. Ursprungligen bestod det av sex olika klasser, där den femte klassen är den som används för gradering av friklättringsturer på klippa. Senare har gradindelning och klassificering av säkringsmöjligheter lagts till systemet.
Även om systemet i huvudsak används för gradering av friklättringsturer läggs ibland till en grad för aidklättring, artificiell klättring. Enligt detta mixade system graderas exempelvis North America Wall på El Capitan i Yosemite ”VI, 5.8, A5”.

## YDS-klass
Systemet utvecklades ursprungligen som Sierra Clubs graderingssystem på 1930-talet för att klassificera vandringsleder och klätterturer i Sierra Nevada i Kalifornien. Innan detta försök att införa ett mer objektivt graderingssystem beskrevs turerna i relation till varandra, till exempel ”Leden X är svårare än Y, men lättare än Z”. Detta system var svårt att begripa och använda för dem som inte hade kännedom om Y och Z. Klubben införde därför ett numeriskt system som man ansåg vara enkelt, intuitivt och praktiskt.
I många guideböcker finns ett tillägg med en, två eller tre stjärnor som komplement till graderingen för att indikera hur ”fin” en led är. Detta stjärnsystem är inte en del av YDS och varierar mellan olika områden och olika guideböcker.
Systemet delar upp vandringsleder och klätterturer i sex klasser:
- Klass 1: Enkel vandring med låg skaderisk.
- Klass 2: Svår vandring där händerna stundtals kan behövas för balansen. Säker terräng utan större risker.
- Klass 3: Svår vandring med inslag av enkel klättring där händerna behövs för balans och förflyttning. Repsäkring behöver inte tillämpas och ett fall får oftast inte dödlig utgång.
- Klass 4: Lätt klättring men i utsatta positioner där ett fall med största sannolikhet skulle få dödlig utgång. Repsäkring används ofta.
- Klass 5: Teknisk friklättring med repsäkring och mellansäkringar.
- Klass 6: Artificiell klättring, även kallat aidklättring, något som innebär att utrustningen belastas för förflyttning och vila.

Ursprungligen var tanken att klasserna skulle fingraderas med decimaler så att en klass 4.5-tur skulle vara mitt emellan en klass 4 och en klass 5-tur. I praktiken är det dock bara klass 5 som har fingraderats på detta sätt, något som infördes under 1950-talet, då man fingraderade tio leder på Tahquitz Rock i Idyllwild i Kalifornien. Leden ”Open Book” graderades 5.9 och ansågs vid tillfället vara den svåraste led som människor över huvud taget kunde ta sig upp för utan att aidklättra.
Erfarenhet, träning och bättre utrustning gjorde att leder av graden 5.9 under 1960-talets första halva började anses vara endast måttligt svåra, långt från gränsen för mänsklig förmåga. Hellre än att omgradera samtliga klätterturer varje gång klätterstandarden höjdes, valde man att öppna skalan uppåt, med först 5.10 och senare 5.11, 5.12 och så vidare. Med tiden upptäcktes att det fanns stora skillnader i svårighet inom en grad, till exempel 5.10, och därför infördes en fingradering av alla grader över 5.9 med tillägget a, b, c eller d, där a är lättare än b som är lättare än c, osv.
Det ursprungliga Sierra Club-systemet hade alltså en klass 6 för aidklättring, även kallad artificiell klättring, dvs klättring där repet och annan utrustning inte bara används som säkring utan även belastas i samband med förflyttning eller vila. Idag används dock en separat skala för att gradera sådan klättring. Denna skala går från A0 till A5.

## YDS-grad
Systemet med YDS-grader bygger på en gradering med romerska siffror som indikerar hur lång och allvarlig en tur är. Graderna är:
- Grad I: En eller ett par timmars klättring.
- Grad II: Klättring som klaras av på mindre än en halv dag.
- Grad III: Halvdagstur.
- Grad IV: Heldagstur.
- Grad V: Tvådagarstur.
- Grad VI: Flerdagarstur.
- Grad VII: Tur som tar en vecka eller mer i anspråk.

Denna gradering är mest relevant för bergsbestigning och storväggsklättring, s.k. big-wall klättring och används sällan för kortare klätterturer.

## YDS säkringsgradering
Ibland anges också ett tillägg som indikerar hur välsäkrad eller svårsäkrad en tur är, dvs hur allvarliga konsekvenserna av ett förstemansfall blir. För detta ändamål används ett tillägg med en versal bokstav:
- G: Välsäkrad tur.
- PG: På det hela taget en rimligt välsäkrad tur med få partier med dåliga eller obefintliga säkringsmöjligheter.
- R: Bokstaven R står för ”Runout”, vilket innebär att turen har partier där det är långt mellan säkringarna, och där ett fall sannolikt medför kroppsskada i form av benbrott eller liknande.
- X: Inga säkringsmöjligheter, extremt seriös och farlig tur där ett fall medför allvarliga kroppsskador eller dödsfall.

G- och PG-graderingarna anges sällan eftersom de anses vara det normala, medan R- och X-graderingarna brukar anges som en varning.